# Чемпионат мира по шоссейным велогонкам 1929
9-й чемпионат мира по шоссейному велоспорту проходил в Цюрихе столице Швейцарии 16 — 17 августа 1929 года. Второй год подряд чемпионом мира среди профессионалов стал бельгиец Жорж Ронссе.

## Детали
На чемпионате мира 1929 года в Цюрихе участвовало 46 велогонщиков, включая 16 профессионалов и 30 любителей. Профессионалам и любителям предстояло преодолеть дистанцию в 200 км. Среди профессионалов победу одержал Жорж Ронссе, успешно защитивший свой титул, опередив люксембуржца Николя Франца и итальянца Альфредо Бинду. Йозеф Дервас финишировал четвёртым. Среди любителей победу одержал итальянец Пьетро Бертолацци, опередив своего соотечественника Ремо Бертони и француза Рене Бросси.

## Программа чемпионата
| Дата            | Дисциплина              | Маршрут         | Дистанция       | Круги           |
| Групповые гонки | Групповые гонки         | Групповые гонки | Групповые гонки | Групповые гонки |
| --------------- | ----------------------- | --------------- | --------------- | --------------- |
| 16 августа      | Мужчины — Профессионалы | Цюрих — Цюрих   | 200 км          | N/A             |
| 17 августа      | Мужчины — Любители      | Цюрих — Цюрих   | 200 км          | N/A             |

## Медалисты
Согласно:
| Велогонка     | Золото                     | Золото   | Серебро                   | Серебро  | Бронза                  | Бронза   |
| ------------- | -------------------------- | -------- | ------------------------- | -------- | ----------------------- | -------- |
| Мужчины       |                            |          |                           |          |                         |          |
| Профессионалы | Жорж Ронссе · Бельгия      | 6ч48’05" | Николя Франц · Люксембург | + 0' 00" | Альфредо Бинда · Италия | + 0' 00" |
| Любители      | Пьетро Бертолацци · Италия | 7ч20’36" | Ремо Бертони · Италия     |          | Рене Бросси · Франция   |          |

## Медальный зачёт
| Место          | Страна         | Золото | Серебро | Бронза | Всего |
| -------------- | -------------- | ------ | ------- | ------ | ----- |
| 1              | Италия         | 1      | 1       | 1      | 3     |
| 2              | Бельгия        | 1      | 0       | 0      | 1     |
| 3              | Люксембург     | 0      | 1       | 0      | 1     |
| 4              | Франция        | 0      | 0       | 1      | 1     |
| Всего стран: 4 | Всего стран: 4 | 2      | 2       | 2      | 6     |